# San Javier (Misiones)
Pour les articles homonymes, voir San Javier.
San Javier est une ville d'Argentine ainsi que le chef-lieu du département de San Javier de la province de Misiones. Elle se situe à 132 km de la capitale provinciale, Posadas.

## Population
La ville comptait 8.500 habitants en 2001, ce qui représentait une hausse de 31,9 % par rapport à 1991.